# 黃海橡膠股份
青島黃海橡膠有限公司，簡稱黃海橡膠（上交所除牌前600579.SS），前身為「青島黃海橡膠股份有限公司」，屬於中國化工集團公司、中國昊華化工集團總公司、中国化工橡胶总公司及中車集團聯營公司，也是在2005年收購黃海橡膠股權，1930年當時是日本护谟株式会社旗下太阳鞋厂成立，直至被國有企業收購後，在1949年更名青岛橡胶厂，1965年更名国营青岛第二橡胶厂，直至1999年在改股份制時更名黃海橡膠。其主要業務生產全钢载重子午胎，以及半钢轻卡轿车子午胎產品。
其主要品牌包括「黄海」、「力霸」，以及「路通达」三個品牌。其董事長為孙振华。
但最大嚴重問題是青岛齐华公司進行重組黃海橡膠之時，因為受到政府機關国土部不能及時發出土地批核，而出現告吹。甚至其他姊妹公司也發現長期業績欠佳，也是隨著股價長期下跌原因。